# Миклеуш
Миклеуш је насељено место и седиште општине у Вировитичко-подравској жупанији, Република Хрватска.

## Историја
До територијалне реорганизације у Хрватској налазио се у саставу бивше велике општине Подравска Слатина.

## Становништво
На попису становништва 2011. године, општина Миклеуш је имала 1.464 становника, од чега у самом Миклеушу 840.

## Попис 1991.
На попису становништва 1991. године, насељено место Миклеуш је имало 1.072 становника, следећег националног састава:
| Попис 1991.‍   | Попис 1991.‍  | Попис 1991.‍ | Попис 1991.‍ | Попис 1991.‍ |
| ------------- | ------------ | ----------- | ----------- | ----------- |
|               |              |             |             |             |
| Хрвати        | Хрвати       |             | 629         | 58,67%      |
| Срби          | Срби         |             | 345         | 32,18%      |
| Југословени   | Југословени  |             | 53          | 4,94%       |
| Мађари        | Мађари       |             | 2           | 0,18%       |
| Немци         | Немци        |             | 2           | 0,18%       |
| Руси          | Руси         |             | 2           | 0,18%       |
| Чеси          | Чеси         |             | 2           | 0,18%       |
| Македонци     | Македонци    |             | 1           | 0,09%       |
| Муслимани     | Муслимани    |             | 1           | 0,09%       |
| Словенци      | Словенци     |             | 1           | 0,09%       |
| Црногорци     | Црногорци    |             | 1           | 0,09%       |
| неопредељени  | неопредељени |             | 23          | 2,14%       |
| регион. опр.  | регион. опр. |             | 1           | 0,09%       |
| непознато     | непознато    |             | 9           | 0,83%       |
| укупно: 1.072 |              |             |             |             |